# José Luis de Frutos

## Biografía
Se inició en la disciplina del Judo a la edad de 14 años con el maestro Antonio Burrieza.
En 1967, con 18 años, se proclamó por primera vez campeón de España. Revalidó el título al año siguiente. Sin embargo la verdadera historia de De Frutos empezó en 1969, en el gimnasio Banzai. Ese mismo año viajó a Barcelona para participar en el Campeonato de España, donde terminó proclamándose campeón de los pesos medios.
Ese suceso le llevó a tomar una decisión que marcaría toda su vida: se dedicaría profesionalmente al Judo. De Frutos tenía 20 años y todo un mundo por delante, que ―como más tarde él mismo reconocería― «era joven, estaba lleno de ilusiones, y la mayoría de ellas, afortunadamente se han cumplido».
En 1971 volvió a ganar el Campeonato de España, y en septiembre de 1971 participó en el Campeonato del Mundo celebrado en Ludwigshafen (Alemania Federal).
Ese mismo año, con tan solo 22 años de edad, se convirtió en maestro entrenador nacional, por José María Cagigal.
1975 fue un buen año para él. Ganó por sexta vez el Campeonato de España celebrado en la ciudad de Tenerife (islas Canarias), representa un buen papel en el Campeonato de Europa celebrado en Lyon y empieza a preparar los Juegos de Montreal 76, algo que durante mucho tiempo estuvo esperando. Bajo la supervisión de Rafael Ortega, llevó a cabo un duro entrenamiento hasta el punto de renunciar al Campeonato de España y al de Europa.
Participó en los Juegos Olímpicos de Montreal (1976), y aunque no llegó a subir al podio al perder el bronce con el yugoslavo Obadov, se clasificó en 5.º lugar después de derrotar a tres importantes competidores: al islandés Vidar Gudjohnsen de tate-siho-gatame, al venezolano Walter Huber también con la misma inmovilización, y ya en la repesca al turco Suheyl Yesilnur de okuri-eri-jime.
A pesar de todo, la Federación Española de Judo le premió con la Medalla de Plata al mérito deportivo por ser el judoka español que más lejos había llegado hasta ese momento en una competición de tal envergadura.
José Luis De Frutos tenía un fortísimo o-soto-gake, un muy potente uchi-mata y un fluido y eficaz harai-goshi, técnicas que le permitieron ganar muchos de los combates disputados. Si todo esto fallaba, pasaba entonces a la lucha en Judo suelo, algo que para el no tenía secretos. Famoso por ser todo un especialista en esta modalidad, poseía un gran dominio de todas las inmovilizaciones y muy especialmente tate-siho-gatame, la que fue siempre su técnica favorita.
En 1978 abandonó la competición para dedicarse por completo a la enseñanza y a la preparación de futuros deportistas de Elite. Fue el padre deportivo de auténticos Campeones como Mario Muniesa, Rodolfo Cruz, Manuel Jiménez, Raquel Roldán, Ángel Cantalicio, Aytamhi Ruano.
En 1997 la RFEJyDA le hizo entrega del grado de cinturón blanco-rojo 7.º dan.
Colaboró activamente en gran cantidad de proyectos y fue asistente técnico de Anton Geesik, e introdujo a Rafael Ortega como segundo asistente. Impartió enseñanza en varios países de Europa y en todos los rincones de España, y era una persona que gozaba de una gran reputación.
Ser amigo de sus alumnos fue otro de sus grandes éxitos.
Falleció en junio del 2006 a la edad de 56 años de un derrame cerebral, dejando un hondo pesar en la gran familia del yudo español.
A su muerte la FEJ le premio con la Medalla de Oro al mérito deportivo en reconocimiento a todo su carrera deportiva.

## Palmarés

### Individual
- Medalla de Oro en el campeonato de España en 1969, 1971, 1972, 1973, 1974 y 1975
- Medalla de Oro de los Juegos Iberoamericanos en 1973 y 1975
- Medalla de Oro en la 1º Copa Latina en 1975
- Medalla de Plata de los juegos del Mediterráneo en Argel (Argelia) en 1975
- Medalla de Plata del Preolímpico de Holanda en 1976
- 5º Clasificado JJ.OO. Montreal 1976

### Por equipos
- Medalla de Oro en al Campeonato de España en 1967, 1969, 1970 y 1971
- Medalla de Oro en el España-Suiza en 1976
- Medalla de Plata Triangular Austria-Bélgica-España en 1975